# Сангушко, Евстахий Станислав
Князь Евстахий Станислав Сангу́шко-Любарто́вич (пол. Eustachy Stanisław Sanguszko-Lubartowicz, 13 июля или 28 августа 1842, Тарнув — 2 апреля 1903, около г. Больцано в Италии) — польский государственный и общественно-политический деятель на службе Австро-Венгрии, глава княжеского рода Сангушко герба Погоня . Сын князя Владислава Иеронима Сангушко и Изабеллы Марии Любомирской.

## Биография
Крупный землевладелец, которому принадлежали, в частности Подгорецкий замок (завещанный последним из Ржевуских) и Гумниска (теперь район г. Тарнув).
Обучался в Польше и Франции. В 1862—1864 слушал лекции в Ягеллонском университете.
Активный участник общественно-политической жизни Галиции. Консервативный политик. С 1873 по 1901 г. избирался депутатом (послом) Галицкого Сейма во Львове, в 1885—1895 — маршалок Галицкого Сейма.
В 1873—1879 — депутат (посол) Государственного совета Австро-Венгрии.
В 1895—1898 — наместник Галиции. Сторонник польско-украинского примирения.
С 1895 года был женат на Констанции Анне Марии, урождённой графине Замойской (1864—1941), дочери графа Станислава Замойского (1820—1889) и графини Розы Марианны Потоцкой (1831—1890). Дети:
- Князь Роман Владислав Антоний Сангушко (6 июля 1901 — 26 сентября 1984)

## Награды
- Кавалер Большого креста ордена Леопольда I (1894)
- Орден Золотого руна (1898)[3]